# فرانسیسکو آلبیرونی
فرانسیسکو آلبیرونی (به پرتغالی: Francisco Terra Alberoni) هافبک اهل برزیل است که در شهر نیتروی و در تاریخ ۱۶ مهٔ ۱۹۸۴ به دنیا آمده‌ است.
فرانسیسکو آلبیرونی در تیم‌های فوتبال واسکو دوگاما سابقهٔ حضور دارد.